# Abstrakt Algebra
Abstrakt Algebra was een Zweedse powermetalband opgericht in 1995.  De band werd opgericht door Leif Edling na het uiteenvallen van de band Candlemass.
Ze maakten één album en gingen uit elkaar toen Edling terugkeerde naar Candlemass.

## Artiesten
- Mats Leven - vocalist
- Mike Wead (Mikael Wikström) - gitarist
- Simon Johansson - gitarist
- Leif Edling - bassist
- Jejo Perkovic - drummer
- Calle Westholm - toetsenist

## Discografie
- 1994 - Abstrakt Algebra